# 藤島じゅん
藤島 じゅん（ふじしま じゅん、1977年4月9日 - ）は、日本の漫画家、同人作家。新潟県三条市出身。血液型はO型。本名・重野 純子。新潟県立三条高等学校を経て、早稲田大学教育学部国語国文学科卒業。夫は同じく漫画家の重野なおき。
2016年に夫の重野と共に「シン・ゴジラ」を鑑賞した感想で「ゴジラが動いているだけ」と酷評。その後「何の映画とは言わない」とした上での個人的感想を漫画に仕立たツイートの欄外に記載された「粟や稗しか食べたことがないのか？」で炎上。

## 作品リスト

### 連載中の作品
- 今日のふじしま
同名の自身のブログで連載している4コマ漫画。一部を選り抜いて、夫・重野なおきとの共著『オチつく家族』（後述）として発表した後、別に選り抜いたものに芳文社での連載『まんがのこ』（後述）などを加え、『マママのお仕事』の題名で単行本化。
  - 藤島じゅん『マママのお仕事』 ジャイブ〈CR COMICS DX〉
『マママのお仕事』2012年3月15日初版初刷発行（2012年3月7日発売）、ISBN 978-4-86176-886-6
『マママのお仕事 激闘編』2013年3月23日初版初刷発行（2013年3月15日発売）、ISBN 978-4-86176-900-9
- Mリーグ ほぼ毎日4コマ
『キンマWeb』（竹書房）にて2020年1月31日より連載中[4]。
  - 『Mリーグ ほぼ毎日4コマ』竹書房、既刊5巻
    1. 2022年4月5日発売[5]、ISBN 978-4-8019-3097-1
    2. 2022年10月3日発売[6]、ISBN 978-4-8019-3292-0
    3. 2023年9月8日発売[7]、ISBN 978-4-8019-3724-6
    4. 2024年5月7日発売[8]、ISBN 978-4-8019-3984-4
    5. 2024年10月9日発売[9]、ISBN 978-4-8019-4178-6

### 連載が終了した作品
- コンビニぶんぶん
作者初のオリジナルかつ連載作品。『まんがくらぶオリジナル』（竹書房）1999年5月号から2005年3月号まで連載。単行本・全3巻（竹書房より「バンブーコミックス」として刊行）
詳細は作品記事を参照
- ゲーぱろ（月刊エースネクスト（角川書店））
単行本・全1巻（角川書店より「角川コミックス・エース」として刊行）ゲームソフト『ゲートキーパーズ』のパロディ漫画。
  - （2001年10月初版発行） ISBN 4-04-713465-1
- いただきじゃんがりあんR（すたじおみりす）
Web4コマコミック・全8本（サイト内に掲載）。ゲーム本体のカットインイラストも担当。
- てんしの末裔
『まんがタイムきらら』（芳文社） 2002年10月号から2006年1月号まで連載。『まんがタイムきららキャラット』にも2003年12月号より2005年10月号まで、不定期に掲載。単行本・全3巻（芳文社より「まんがタイムKRコミックス」として刊行）
詳細は作品記事を参照
- ぎゃんぶる太平記（ヤングアニマル嵐（白泉社））
単行本・全1巻（白泉社より「JETS COMICS」として刊行）産休により連載終了、後藤羽矢子の「ぎゃんぶる太平記G」へ引き継がれる。
  - （2006年11月29日初版発行）ISBN 4-5921-4276-4
- あぼばクリニック
『まんがライフMOMO』（竹書房）2003年8月号から2008年11月号まで連載。前身である『まんがライフオリジナルももせたまみSP増刊号』にもゲスト掲載。単行本（竹書房より「バンブーコミックス」として刊行）
詳細は作品記事を参照
- きらきらきら→4コマの星（まんがタイムきららMAX→まんがタイムオリジナル→まんがタイムスペシャル（芳文社））
『きらきらきら』が『まんがタイムきららMAX』2005年1月号 - 2007年7月号に掲載。続編『4コマの星』が『まんがタイムオリジナル』2008年12月号 - 2009年4月号にゲスト扱いで掲載後、『まんがタイムスペシャル』2009年5月号 - 9月号に掲載。
詳細は作品記事を参照
- まんがのこ（増刊本当にあったまるなまここだけの話→増刊本当にあったまるなまここだけの話
『増刊本当にあったまるなまここだけの話』2010年12月号、2011年2,4,7,9月号、『増刊本当にあったまるなまここだけの話』2012年1月号に掲載。出産・育児に関するエッセイ4コマ。
- 丸の内!
『まんがタイムスペシャル』（芳文社） 2010年2月号から4月号にゲスト掲載、5月号より正式連載 - 2012年11月号。
詳細は作品記事を参照
- ピンポン☆ブー
『まんがタイムスペシャル』（芳文社）2012年12月号から2013年2月号にゲスト掲載、3月号より正式連載 - 2015年7月号。
単行本・全2巻（芳文社より「MANGA TIME COMICS」として刊行）
  1. （2014年6月22日初版発行）ISBN 978-4-8322-5297-4
  2. （2015年8月22日初版発行）ISBN 978-4-8322-5410-7
- スカッとゴルフ パンヤ（ゲームポット）
Web4コマコミック（サイト内に掲載）にほぼ週刊で新作を掲載中。パロディアンソロジーにも参加（下記参照）。なお、休載していた時期が存在する。2017年11月10日 (金) 12：00。ゲームサービスの提供終了により連載終了となった。全613話（運営スタッフが書いた漫画も含まれる）。
- 巨商外伝（ガマニア）
ゲーム『巨商伝』のパロディコミックで巨商伝のサイト内に不定期に晋作を掲載のWebコミック。4コマではなく、1話2ページのストーリー漫画。
- 悪役令嬢に転生したら千葉だった件
『FLOSコミック』（KADOKAWA）にて2021年10月 - 2022年12月にかけて連載。単行本全1巻。
  - （2023年2月3日初版発行）ISBN 978-4-04-682135-5

### アンソロジー・ゲスト掲載等
- ギャラクシーエンジェル（角川書店）
ブロッコリーのゲームのパロディアンソロジー。全3巻。各巻の裏表紙イラストと本編コミック各1編を担当。
  1. ギャラクシーエンジェル パロディ大行進!!（2003年2月1日） ISBN 4-04-712321-8 - 本編には4コマ12ページを掲載。
  2. ギャラクシーエンジェル パロディ総進撃!!（2003年12月1日） ISBN 4-04-712347-1 - 本編には4コマ12ページとショートギャグ6ページを掲載。
  3. ギャラクシーエンジェル パロディ大爆発!!（2004年7月1日） ISBN 4-04-712360-9 - 本編にはショートギャグ10ページを掲載。
- スカッとゴルフ パンヤ（宙出版）
ゲームポットのオンラインゲームのパロディアンソロジー。全1巻。カバー折り返しにカラーの4コマ2本と、本編4コマコミック1編を担当。本編収録作品のうち、4コマはこの1作品だけである。
  - スカッとゴルフ パンヤ（2005年4月30日） ISBN 4-7767-1546-5 - 本編には「パンヤだよ! 全員集合!」（モノクロ8ページ）を掲載。

### 重野なおきとの共著
- オチつく家族（秋田書店）
重野の『全部ホンネの笑える話』誌上での同名の連載、ブログ『今日のふじしま』上に発表された藤島の作品、その他を収録。重野・藤島一家の日常を描いたエッセイコミック。
2009年9月20日初版初刷発行（2009年9月4日発売）、ISBN 978-4-253-10717-4